# Miltochrista maculifasciata
Miltochrista maculifasciata là một loài bướm đêm thuộc phân họ Arctiinae, họ Erebidae.